# Selwyn Lloyd

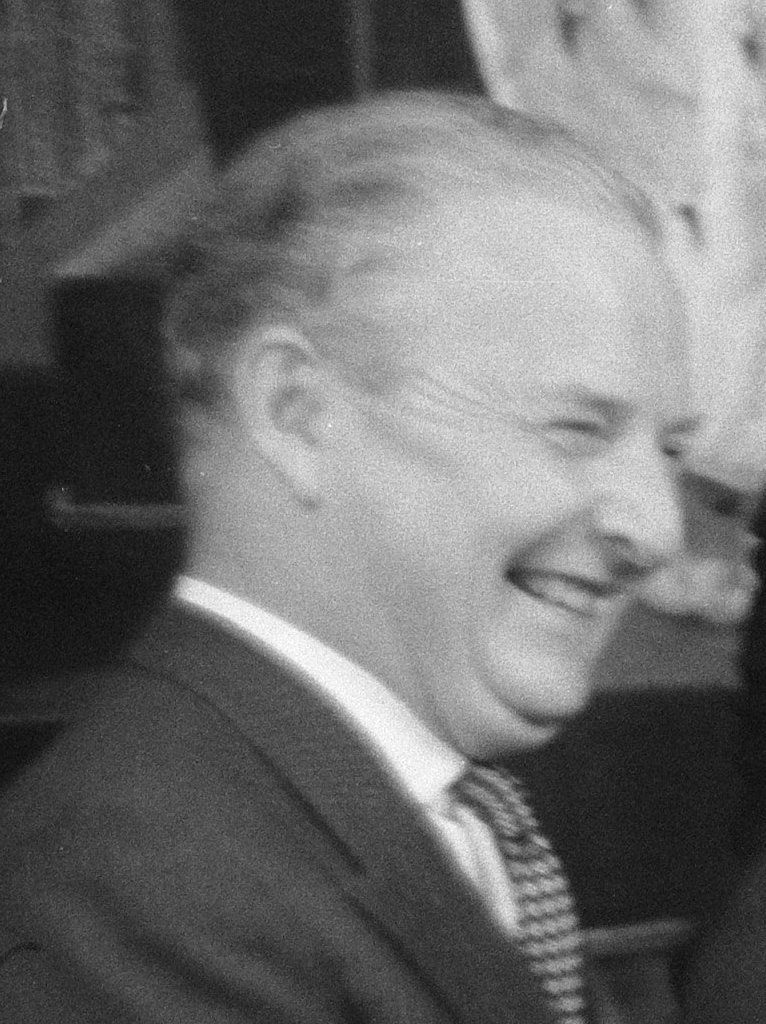
Selwyn Lloyd (1960)

John Selwyn Lloyd, född den 28 juli 1904 i West Kirby, Cheshire, död den 18 maj 1978 i Oxfordshire, var en engelsk konservativ politiker.

## Biografi
Lloyd var son till en tandläkare, och utbildades på Fettes högskola och Magdalene College, Cambridge, där han var ordförande i Cambridge Union och Cambridge University Liberal Club. 
Han var liberal parlamentskandidat i Macclesfield 1929 års parlamentsval, men kom på tredje plats och koncentrerade sig därför på en juridisk karriär. Åren 1932-40 tjänstgjorde han som kommunalråd på Hoylake Urban District Council. Under andra världskriget nådde han rang av brigadofficer och var vice stabschef i brittiska andra armén.

### Politisk karriär
När de konservativa återvände till makten under Churchill 1951, blev Lloyd biträdande utrikesminister under Anthony Eden med ansvar för utrikesfrågor 1951-54. Därefter var han försörjningsminister 1954-55 och försvarsminister 1955.
Han blev utrikesminister i december 1955 då han hade Suezkrisen att hantera och fortsatte att fungera som utrikesminister i Harold Macmillans regering till 1960. Han fortsatte 1960 som finansministern till 1962.
År 1971, efter att de konservativa hade återvänt till makten, blev Lloyd talman i underhuset i Parlamentet. I strid med konventionen, överklagade både Labour och Liberalerna hans tillsättning vid allmänna val i februari 1974 och oktober 1974, men han behöll posten och fortsatte att hålla den till 1976.